# Waltham St. Lawrence
Waltham St. Lawrence è un villaggio e parrocchia civile dell'Inghilterra, appartenente alla contea del Berkshire.